# Courage hollandais (nouvelle)
Pour l’article homonyme, voir Courage hollandais.
Courage hollandais (titre original Dutch Courage) est une nouvelle américaine de Jack London publiée aux États-Unis en 1900.

## Historique
La nouvelle est publiée initialement dans le périodique The Youth’s Companion (en) le 29 novembre 1900, avant d'être reprise plus tard dans le recueil Courage hollandais en septembre 1922.

## Éditions

### Éditions en anglais
- Dutch Courage, dans le périodique The Youth’s Companion (en), 29 novembre 1900.
- Dutch Courage, dans le recueil Dutch Courage and Other Stories, New York ,McClure, Phillips & Co., 1922

### Traductions en français
- Courage hollandais, traduction probable par Louis Postif vers 1938-39.
- Courage hollandais, traduit par Louis Postif , in En rire ou en pleurer ?, recueil, 10/18, 1975[1].

## Sources
- (en) Jack London's Works by Date of Composition
- « Bibliographie de Jack London », sur jack-london.fr (consulté le 11 janvier 2024)